# Gömblégyfélék
A gömblégyfélék (Acroceridae) a légyalkatúak alrendjének (Brachycera), a rablólégyalakúak alrendágának (Asilomorpha), azon belül pedig a recésszárnyú legyek öregcsaládjának (Nemestrinoidea) egyik családja. Fajszámuk nem túl nagy (kb. 250 faj), így a legyek egy kisebb családját alkotják. Legközelebbi rokonaik a recésszárnyúlégy-félék (Nemestrinidae), melyekkel együtt alkotják a fentebb említett öregcsaládot, más családokat ide nem sorolunk: tehát az alrendágon belül is viszonylag egy kis, elkülönült csoportról van szó.

## Jellemzőik
Nevük igen beszédes, melyet sajátos testalkotásukról kaptak: toruk, de főképp potrohuk erőteljesen gömbölyded, mintha felfúvódott volna. Fejük ezekhez a testtájakhoz képest eltörpül, csak függeléknek tűnik a testen.
A fejen található szívó szájszervük, melyet a táplálkozáson kívül a hasuk alá csapva hordanak, csak táplálkozáskor meresztik azt előre. Viráglátogató legyek, nektárt szívogatnak.
Jellegzetesek még a torukon található nagyszámú és lemezszerű pikkelyek.

## Egyedfejlődésük
A gömblegyek igen sok petét tojnak, mintegy 900–5000 között. A peték barnák vagy már egészen feketék, körte alakúak, és a nőstény légy száraz faágak csúcsára helyezi azokat. A lárvák kikelés után felkeresik a gazdaállatot, melynek testében kifejlődnek. A lárvák gazdaszervezetei a pókok közül kerülnek ki, azonban sokszor nem a pók testébe fúrják be magukat a lárvák, hanem csak annak kokonjába (petetok). A pók kitinburkán átfúrják magukat, és teljesen felemésztik annak belső szerveit. A lárvák a telet az elpusztult pók testhüvelyében vészelik át, majd a tavasszal kifúrják magukat abból, és a szabadban bábozódnak be.
Érdekes módon a báb- és imágóállapot is nagyon rövid: mindkettő csak kb. két hétig tart.